# Trachylepis makalowodei
Trachylepis makalowodei (мабуя Макаловоде) — вид сцинкоподібних ящірок родини сцинкових (Scincidae). Мешкає в Центральній Африці. Вид названий на честь центральноафриканського герпетолога Пауля Макаловоде.

## Поширення і екологія
Мабуї Макаловоде мешкають в Центральноафриканській Республіці і Камеруні, можливо, також в Габоні і ДР Конго. Вони живуть в заболочених тропічних лісах.